# Crocifissione per Vittoria Colonna
La Crocifissione per Vittoria Colonna è un disegno a gessetto su carta (37x27 cm) attribuito a Michelangelo Buonarroti, databile al 1545 circa e conservato nel British Museum a Londra. 

## Storia
Michelangelo conobbe Vittoria Colonna verso il 1538, stringendo con lei una vivissima amicizia e introducendosi nei suoi circoli, in cui erano familiari i temi di riforma della Chiesa. Per lei realizzò, nel quinto decennio del XVI secolo, alcuni dipinti, oggi tutti perduti o comunque di attribuzione estremamente controversa, di cui però restano disegni preparatori e copie di allievi ed estimatori di Michelangelo.
Oltre a una Pietà, l'opera più nota per Vittoria Colonna è una Crocifissione, della quale resta un pregevole disegno a Londra, tuttavia non universalmente accettato come autografo, nonché uno schizzo dei dolenti al Louvre (matita 23x11 cm). Il dipinto dovette essere effettivamente realizzato e di dimensioni minute. Se ne ha forse traccia in un elenco di Bottari dei dipinti nella Galleria Medicea nel 1759-1760, anche se forse si trattava di una copia, altrettanto perduta, di Alessandro Allori.
Oggi ne esistono copie agli Uffizi (in deposito a casa Buonarroti), alle gallerie Doria-Pamphili (di Marcello Venusti) e Borghese di Roma, a Napoli e nella Concattedrale di Logroño, in Spagna (con qualche pentimento, cosa che ha fatto indugere che fosse l'originale), a Viterbo nel Museo del Colle del Duomo. Rispetto al disegno di Londra le copie mostrano anche i due dolenti (Maria e san Giovanni) e, nel caso di Viterbo i due ladroni.
La Crocifissione di Viterbo è stata recentemente oggetto di ulteriori indagini che hanno permesso di evidenziare importanti relazioni con una lettera di Vittoria Colonna (che risiedette a Viterbo per diversi anni) a Michelangelo.

## Descrizione e stile
Il tema della Crocifissione è qui risolto in una composizione fortemente emotiva, con il Cristo che sembra sollevarsi dalla croce con un movimento rotatorio e diretto verso l'alto, ottenuto con una parziale rotazione del busto e delle anche. La sua figura giovane e sensuale forse alludeva alle teorie riformiste cattoliche, che vedevano nel Sacrificio del sangue di Cristo l'unica via di salvezza individuale.
Ai lati si trovano due angeli dolenti.

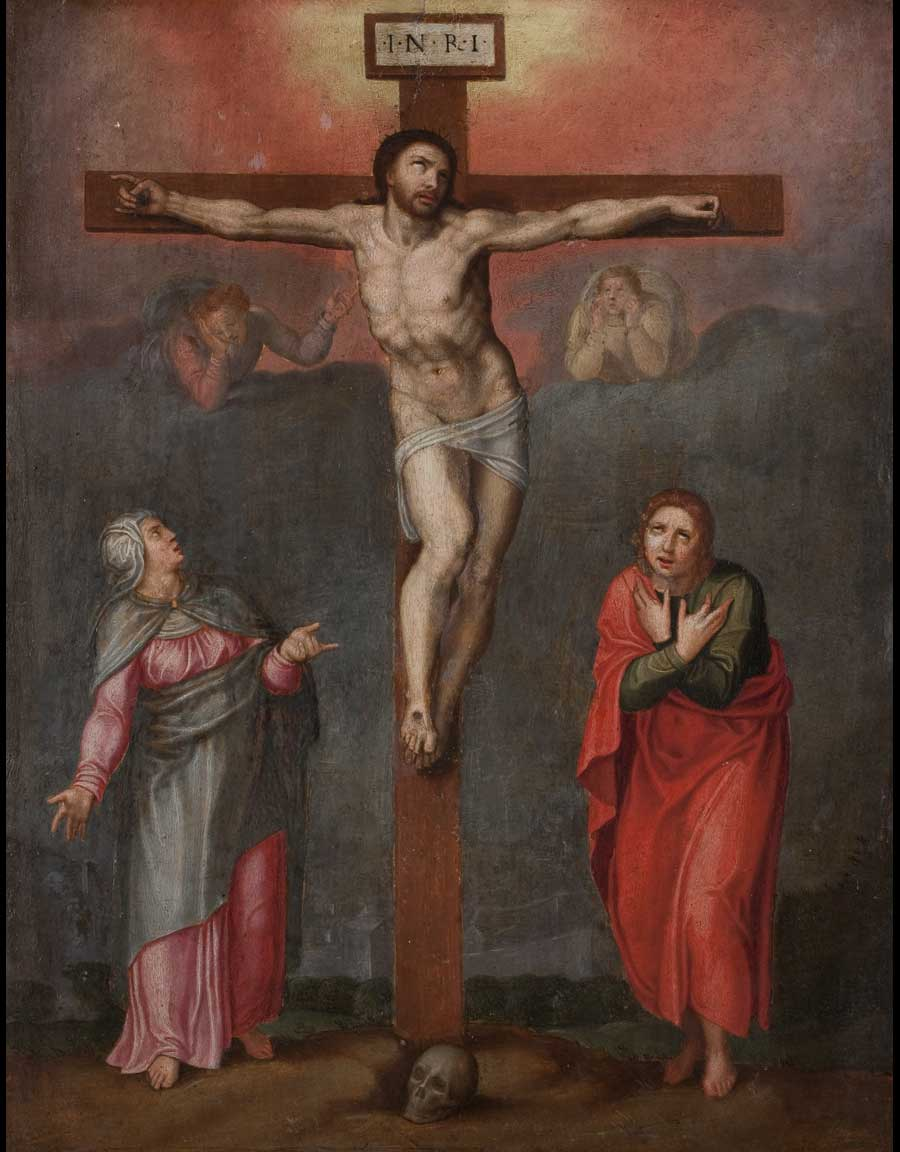
La copia di Marcello Venusti
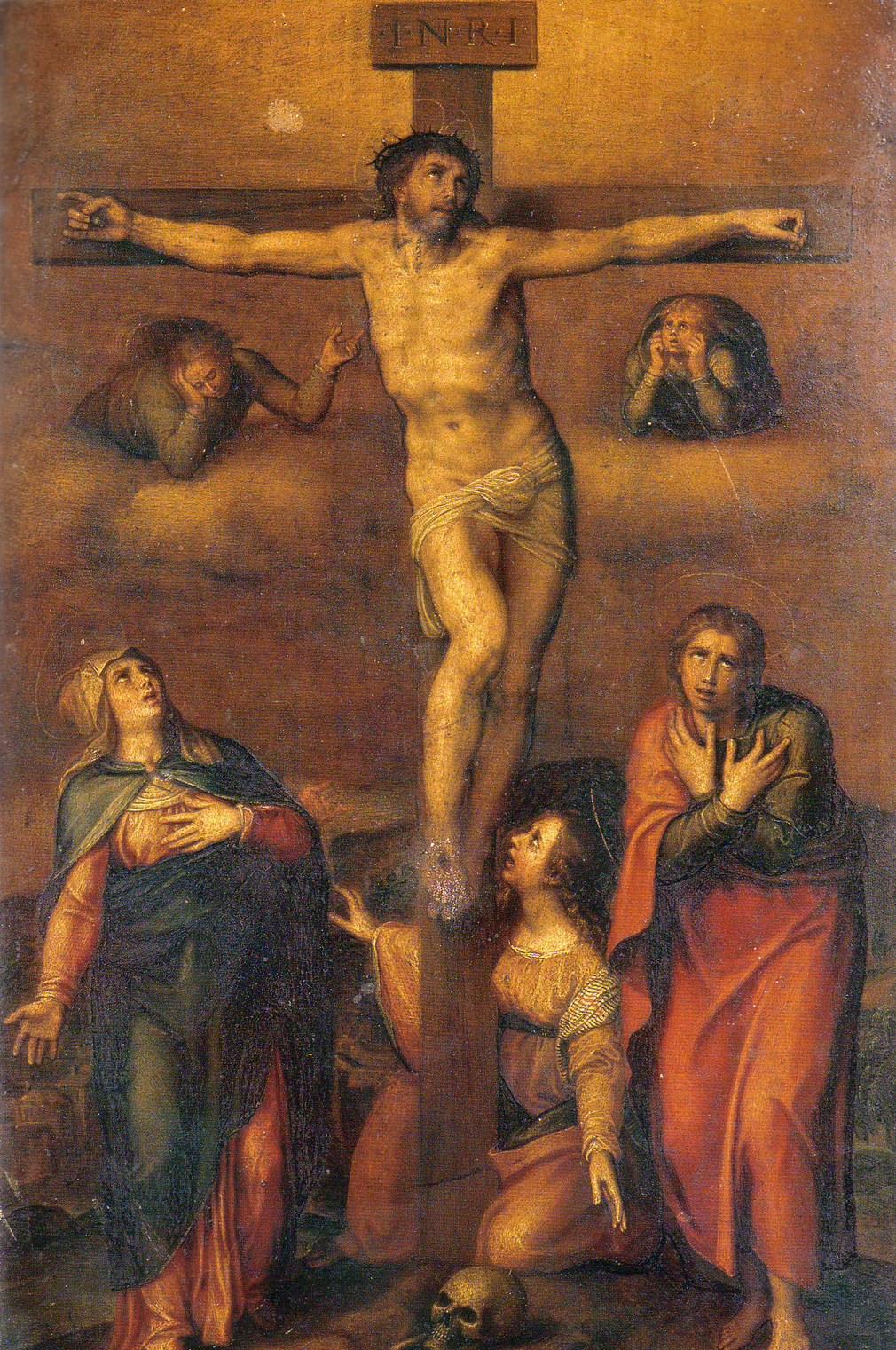
La copia di Logroño